# Чемпіонат Буковини з хокею 1938
В сезоні 1938 року буковинська першість змінила свою назву: колишня "Регіональна ліга Буковини з хокею на льоду" дістала найменування "Регіональна Ліга Півночі". В чемпіонаті взяло участь 10 команд. Відомі результати матчів між «Драгош Воде» та ТВ «Ян» — ігри закінчилися з рахунками 2:1 та 1:1. «Драгош Воде» в черговий раз виборов крайову першість.

## Підсумкова класифікація
| Місце | Команда                | І | В | Н | П | Ш   | О |
| ----- | ---------------------- | - | - | - | - | --- | - |
| 1     | «Драгош Воде» Чернівці | 2 | 1 | 1 | 0 | 3-2 | 3 |
| 2     | ТВ «Ян» Чернівці       | 2 | 0 | 1 | 1 | 2-3 | 1 |
| ?     | «Борохов» Чернівці     | ? | ? | ? | ? | ?-? | ? |
| ?     | «Вавель» Чернівці      | ? | ? | ? | ? | ?-? | ? |
| ?     | «Вікторія» Чернівці    | ? | ? | ? | ? | ?-? | ? |
| ?     | «Довбуш» Чернівці      | ? | ? | ? | ? | ?-? | ? |
| ?     | «Маккабі» Чернівці     | ? | ? | ? | ? | ?-? | ? |
| ?     | «Мунчіторул» Чернівці  | ? | ? | ? | ? | ?-? | ? |
| ?     | ЧФР Чернівці           | ? | ? | ? | ? | ?-? | ? |
| ?     | ХК «Яси»               | ? | ? | ? | ? | ?-? | ? |

## Міжнародні змагання
У фінальному турнірі трьох найкращих команд румунської ліги, що вперше відбувся в Чернівцях з 22 по 24 січня 1938 року, чернівецький «Драгош Воде» виборов свій дебютний титул чемпіона Румунії, випередивши «Мурешул» з Тиргу Муреша та бухарестський «Телефон Клуб».

## Товариські матчі
Два товариські матчі між «Драгош Воде» та львівською «Погонню» завершилися з рахунками 0:1 та 2:0.

## Склади команд
«Драгош Воде» Чернівці: Еміль Майцюк (2, -3); Роберт Садовський (?, ?), Енгстер (?, ?), Вільгельм Сук (?, ?), Антон Паненка (?, ?), Садовський ІІ (?, ?), Поп (?, ?), Томович (?, ?), Єречинський (?, ?)